# Nazem Akkari
Nazem Akkari (arabe : ناظم عكاري), né à Tripoli en 1902 et mort le 11 mars 1985, est un homme d'État libanais qui devient Premier ministre lors d'une crise gouvernementale en 1952.

## Biographie
Né à Tripoli en 1902, il achève ses études scolaires à l'école sultanite de Tripoli, et poursuit des études universitaires à l'Universite de Vienne, en Autriche. Durant sa carrière politique, Akkari est aussi ministre de l'Intérieur, de l'Agriculture, de la défense nationale et vice-Premier ministre à l'époque de Béchara el-Khoury. Il est aussi nommé ministre à l'époque de Fouad Chéhab.
Akkari reçoit des dizaines de médailles commémoratives. Il meurt le 11 mars 1985.

## Vice-premier ministre
Le mandat de quatre jours de Nazem Akkari ouvre la voie à un nouveau gouvernement dirigé par l'armée, sous la supervision du général Chehab, qui détient temporairement le pouvoir. Dans ce nouveau gouvernement, Nazem Akkari est nommé vice-premier ministre du Liban et se voit confier les portefeuilles des affaires étrangères, de l'intérieur, des travaux publics, de l'information, de l'éducation, des postes et télégraphes (PTT) et de l'agriculture pour la période intérimaire allant du 18 au 30 septembre jusqu'à l'installation du nouveau président Camille Chamoun.
Les choses ne se sont arrangées qu'avec la nomination de Khaled Chehab au poste de Premier ministre le 1er octobre 1952. Ce gouvernement a survécu pendant sept mois au règne du président Camille Chamoun et a duré jusqu'au 1er mai 1953.